# Matteo Bobbi
Matteo Bobbi, né le 2 juillet 1978 à Milan, est un pilote automobile italien.

## Palmarès
- 2002 : World Series by Nissan 2000, 2e
- 2003 : FIA GT, champion avec la BMS Scuderia Italia (victoire à Barcelone[1] et à Magny-Cours[2] notamment), pilote essayeur de l'écurie Minardi de formule 1.
- 2004 : FIA GT, 3e avec la BMS Scuderia Italia
- 2006 : FIA GT 2e de la catégorie GT2 avec l'équipe AF Corse